# Bagheera
Bagheera ( em hindi:  बघीरा  ; em urdu:  بگیڑہ Baghīrā / Bagīdah ) é um personagem fictício das histórias de Mowgli de Rudyard Kipling do livro O Livro da Selva (coleção. 1894) e O Segundo Livro da Selva (coleção. 1895). Ele é uma pantera negra ( leopardo indiano melanístico) que serve como amigo, protetor e mentor de Mowgli que na selva é conhecido como "o filhote de homem". A palavra bagheera é hindi / urdu para pantera negra, embora a palavra raiz bagh signifique tigre.
"Todo mundo conhecia Bagheera, e ninguém ousaria em cruzar o seu caminho; porque ele tinha a astúcia de um Tabaqui, era tão negro quanto de um bufalo selvagem e imprudente como um elefante lesado. Mas tinha uma voz tão doce como mel escorrendo da árvore, e o pelo mais macio do que penugem" Rudyard Kipling, O Livro da Selva

## História do personagem

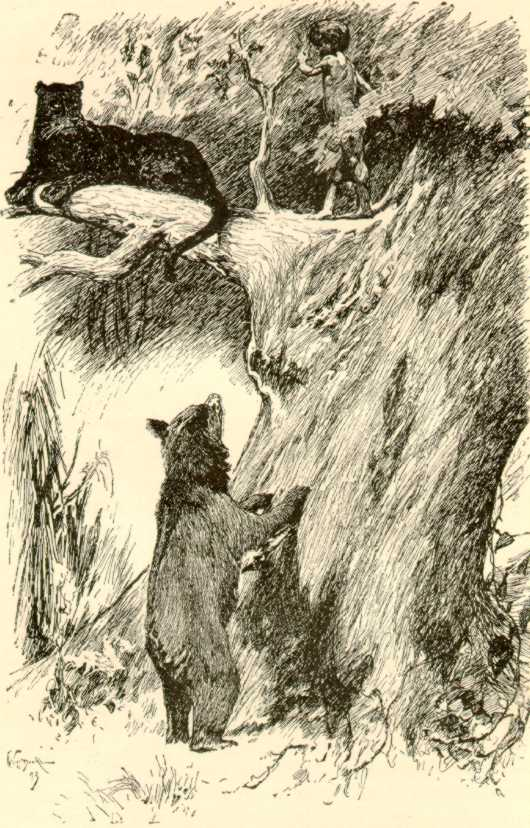
Arte de Lockwood Kipling

Bagheera nasceu em cativeiro no zoológico do Raja de Udaipur, Rajastão, Índia, depois que sua mãe morreu ele começou a planejar sua liberdade. Uma vez maduro e forte o suficiente, ele quebra a fechadura de sua gaiola e foge para a selva, onde graças a sua ferocidade e natureza astuciosa, conseguiu conquistar o respeito de todos os outros animais, exceto do incrivelmente vaidoso tigre Shere Khan. Mais tarde, Bagheera revela toda a sua trajetória para Mowgli. Ninguém, exceto Mowgli, aprendeu que Bagheera usava colarinho e corrente, explicando que representa o conhecimento que tem sobre os homens. A breve descrição de Bagheera sobre sua prisão e fuga é a seguinte: “Eu nunca tinha visto a selva. Os homens me alimentavam atrás das grades em uma panela de ferro até que certa noite senti que eu era Bagheera - a Pantera - e não sou brinquedo de ninguém, então quebrei a fechadura com um golpe da minha pata e fugi; e por ter aprendido sobre os modos dos homens, fiquei mais terrível na selva do que Shere Khan. ” Por ter aprendido os comportamentos dos homens, ele fica mais atencioso com a criança humana que estava sob seus cuidados e proteção.
Mas as coisas ficam agitadas na floresta, quando o Pai Lobo e a Mãe Lobo da alcatéia de Seeonee ( Seoni ) adotam um filhote de homem batizando-o de Mowgli, a alcatéia exigia que o novo filhote deve ser discutido, então Bagheera compra vida de Mowgli com um touro recentemente morto e ajuda a criá-lo como um membro da alcatéia. Como sua vida foi comprada por um touro, Mowgli ficou proibido de comer gado (coincidentemente, assim como os moradores hindus da região também são proibidos). Bagheera sempre lembra a  Mowgli dessa dívida prestando juramento referenciando seu próprio cativeiro anterior. Como Bagheera jura: "Pelo cadeado quebrado que me libertou", então Mowgli responde "Pelo touro que me comprou".
Durante uma das lições que Mowgli aprende sobre as Leis da Selva, sob a tutela de Baloo, o Urso, Bagheera diz: "É mais provável que eu ajude do que pedir", Mowgli aprende sobre as palavras sagradas e são utilizadas para chamar todos os tipos  de animais que vivem na selva. Bagheera, por ter se libertado do cativeiro, é um animal orgulhoso, tem consciência de suas próprias habilidades e ferocidade entre os outros animais, embora reconheça o poder que Mowgli tem sobre cada um deles à medida que o menino cresce. Então ele ensina a Mowgli que nenhum dos animais pode olhar em seus olhos, mesmo aqueles que o amam, como um mecanismo de defesa.
Com o decorre da história, Bagheera participou de muitas aventuras com Mowgli à medida que ele crescia, até que chega o momento em que Mowgli amadurece e retorna para à aldeia de homens. Bagheera liberta Mowgli de sua dívida com a matilha de lobos matando outro touro, e Mowgli retorna para aldeia onde é adotado por uma humana chamada  Messua, que se torna sua mãe.
Bagheera, Baloo e Kaa cantam para Mowgli "The Outsong" da selva. Ele também chama Mowgli em despedida: "Lembre-se, Bagheera te amou. . . Lembre-se, Bagheera te amou. "

## Adaptações da Disney

### 1967 filme de animação
Bagheera aparece na adaptação animada de 1967 da Walt Disney Productions . Ele foi dublado por Sebastian Cabot . Assim como nos livros de Kipling, Bagheera permanece como guardião, amigo e mentor de Mowgli; mas enquanto desenvolvia o filme, Walt Disney decidiu omitir o passado e as cicatrizes de Bagheera, porque não queria que o filme ficasse mais  violento e pesado como no livro. No filme, Bagheera se torna uma figura paterna temperamental e séria para proteger Mowgli contra os perigos na selva e levá-lo em segurança para a aldeia dos homens, mesmo que Mowgli irritasse muito e tentasse fugir. Bagheera é também amigo de Baloo, e apesar de perder a paciência com a falta de responsabilidade, ele também serve como a voz da razão mostrando para Baloo a ameaça que Shere kan é para Mowgli. As vezes Baloo costuma chamar Bagheera de "Baggy".
Embora Bagheera esteja ausente na série TaleSpin, que usa vários personagens do filme de 1967, aparecem muitos funcionários e militares muito semelhantes a Bagheera que trabalham para Shere Khan, servindo como uma homenagem ao personagem.
Bagheera aparece como um filhote na série prequel Filhotes da Selva, onde seus amigos costumam tirar sarro dele, por conta da sua personalidade séria e solene. Como Shere Khan e Hathi, Bagheera tem um sotaque americano em oposição ao seu sotaque inglês no filme de 1967. Bagheera foi dublado por Elizabeth Daily na primeira temporada e depois por Dee Bradley Baker na segunda temporada, dando uma voz mais fina .
Bagheera aparece em The Jungle Book 2, sendo dublado por Bob Joles. No entanto, ao contrário do primeiro filme, ele tem pouco destaque no filme.

### 1994 filme live-action
No filme de 1994, Bagheera foi interpretado por um leopardo preto chamado Shadow e assim como os outros animais do filme de 1994, Bagheera não fala em ao contrário das outras adaptações cinematográficas.

### Filme de 2016 gerado por computador
Bagheera aparece no remake do filme de 2016, baseado no filme de 1967, mas como um personagem gerado por computador e foi dublado por Ben Kingsley . O papel de Bagheera no filme de 2016 é muito semelhante à versão do filme antigo animado, permanecendo no mesmo papel como mentor, amigo e a voz da razão para Mowgli e Baloo.
Em uma entrevista, Kingsley descreveu Bagheera como um pai adotivo de Mowgli, cuja personalidade era um tanto militarista, dizendo que "ele é instantaneamente reconhecível pela maneira como fala, como age e qual é o seu código ético". a Rotten Tomatoes elogiou a dublagem de Kingsley como "[levando] o nível apropriado de gravidade para a Bagheera", e a Vox classificou como a melhor performance animal do filme, chamando o personagem de " o pai preocupado, preocupado com o que o filho encontrará na próxima esquina, um gato grande que sabe que precisa se soltar um pouco, mas não consegue encontrar por si mesmo ".